# نازک‌مرغ چپین
نازک‌مرغ چپین (نام علمی: Apalis chapini) نام یک گونه از سرده نازک‌مرغ است.